# Kleinbauernpartei Finnlands
Die Kleinbauernpartei Finnlands (finnisch: Suomen pienviljelijäin puolue, SPP) war eine politische Partei in Finnland, die von 1929 bis 1936 bestand.
Die SPP wurde am 12. Mai 1929 in Tampere gegründet. Bereits vorher erschien schon die Parteizeitschrift, der Kleinbauer Finnlands.
Die SPP vertrat linke Programmziele in der Wirtschaft. Sie kritisierte die Sozialdemokratische Partei Finnlands und den Landbund, sich zu wenig um die Kleinbauern des Landes zu kümmern.
1936 vereinigten sich die Kleinbauernpartei Finnlands, die Volkspartei und das Wahlbündnis Männer in Not zur Kleinbauern- und Landvolkpartei.

## Wahlergebnisse

### Parlamentswahlen
| Jahr | Abgeordnete | Stimmen | Prozent |
| ---- | ----------- | ------- | ------- |
| 1929 | 0           | 10 154  | 1,08    |
| 1930 | 2           | 20 883  | 1,85    |
| 1933 | 3           | 37 544  | 3,39    |
| 1936 | 1           | 23 159  | 1,97    |

### Präsidentschaftswahlen
| Jahr | Kandidat                                            | Stimmen | Prozent | Wahlmänner |
| ---- | --------------------------------------------------- | ------- | ------- | ---------- |
| 1931 | kein Kandidat                                       | 11 772  | 1,41    | 2          |
| 1937 | Unterstützung K. J. Ståhlbergs (Fortschrittspartei) | 13 883  | 1,25    | ?          |